# Либан на Светском првенству у атлетици у дворани 2022.
Либан је петнаести пут учествовао на 18. Светском првенству у атлетици у дворани 2022. одржаном у Београду од 18. до 20. марта. Репрезентацију Либана представљала је 1 атлетичарка, која се такмичила у трци на 60 метара.,
На овом првенству такмичарка Либана није освојила ниједну медаљу али је оборила национални и лични рекорд.

## Учесници
Жене:
- Азиза Сбаити — 60 м

## Резултати

### Жене
| Атлетичарка  | Дисциплина | Лични рекорд | Квалификација     | Квалификација | Полуфинале            | Полуфинале            | Финале                | Финале       | Детаљи |
| Атлетичарка  | Дисциплина | Лични рекорд | Резултат          | Место         | Резултат              | Место                 | Резултат              | Место        | Детаљи |
| ------------ | ---------- | ------------ | ----------------- | ------------- | --------------------- | --------------------- | --------------------- | ------------ | ------ |
| Азиза Сбаити | 60 м       | 7,51         | 7,47(.465) НР, ЛР | 6. у гр. 4    | Није се квалификовала | Није се квалификовала | Није се квалификовала | 42 / 46 (47) |        |